# Руденко Сергій Миколайович (депутат)
Сергі́й Микола́йович Руде́нко (1900 , Носівка, Ніжинський повіт, Чернігівська губернія, Російська імперія  — невідомо ) — радянський військовий діяч, полковник. Депутат Верховної Ради УРСР 1-го скликання (1940—1947).

## Біографія
Народився 1900 року в селі Носовка, тепер місто Носівка, Чернігівська область, Україна.
У Червоній армії — з червня 1919 року. Брав участь у польсько-радянській війні 1920 року.
Член ВКП(б) з 1931 року.
24 березня 1940 року обраний депутатом Верховної Ради УРСР 1-го скликання по Отинянському виборчому округу № 367 Станіславської області.
На початок німецько-радянської війни — командир 279-го стрілецького полку 59-ї стрілецької дивізії Південно-Західного фронту. 29 серпня 1941 року попав у німецький полон біля села Тернівка Кіровоградської області, вважався зниклим безвісти.
На початку 1944 року був звільнений з полону, після перевірки призначений заступником командира 858-го стрілецького полку 283-ї стрілецької дивізії 1-го Білоруського фронту. Був тричі поранений.

## Звання
- полковник

## Нагороди
- орден Червоного Прапора (3.11.1944)
- два ордени Вітчизняної війни 1-го ступеня (25.09.1944, 08.06.1945)
- медалі